# François Guay
François Guay (* 8. Januar 1968 in Gatineau, Québec) ist ein ehemaliger kanadischer Eishockeyspieler, der in der National Hockey League für die Buffalo Sabres sowie in der Deutschen Eishockey Liga für die Adler Mannheim und die Kassel Huskies spielte.

## Spielerkarriere
Der 1,92 m große Center begann seine Karriere bei den Laval Voisins, die sich später in Laval Titan umbenannten, in der kanadischen Juniorenliga QMJHL, bevor er beim NHL Entry Draft 1986 als 152. in der achten Runde von den Sabres ausgewählt (gedraftet) wurde.
Allerdings absolvierte der Linksschütze in drei Jahren nur ein NHL-Spiel für Buffalo und wurde die meiste Zeit bei deren Farmteam, den Rochester Americans, in der American Hockey League eingesetzt, sodass er 1991 nach Österreich zum EV Innsbruck wechselte. Nach zwei Jahren in Innsbruck wechselte Guay zur Saison 1993/94 zum EC KAC aus Klagenfurt, die er 1994 in Richtung SC Herisau in die Schweizer Nationalliga B verließ.
Nach zwei Jahren in der Schweiz wechselte der Kanadier zur Saison 1996/97 zu den Adler Mannheim, mit denen er in den folgenden zwei Jahren die Deutsche Meisterschaft gewinnen konnte. 1998 unterschrieb François Guay einen Vertrag bei den Kassel Huskies, für die er bis 2001 auf dem Eis stand und dann seine Profikarriere beendete.

## Erfolge und Auszeichnungen
- 1997 Deutscher Meister mit den Adler Mannheim
- 1998 Deutscher Meister mit den Adler Mannheim

## Karrierestatistik
(Legende zur Spielerstatistik: Sp oder GP = absolvierte Spiele; T oder G = erzielte Tore; V oder A = erzielte Assists; Pkt oder Pts = erzielte Scorerpunkte; SM oder PIM = erhaltene Strafminuten; +/− = Plus/Minus-Bilanz; PP = erzielte Überzahltore; SH = erzielte Unterzahltore; GW = erzielte Siegtore; 1 Play-downs/Relegation; Kursiv: Statistik nicht vollständig)